# Plaza Mayor (La Puebla de Montalbán)
La plaza Mayor de La Puebla de Montalbán se configura como elemento vertebrador de la vida social, política y económica de la localidad, condicionando la trama urbanística desarrollada en su entorno.
La época de esplendor y prosperidad de La Puebla de Montalbán se remonta al siglo XV y XVI, cuando la localidad adquiere un mayor protagonismo comercial vinculado a la producción lanar. Su Plaza Mayor tiene un trazado irregular. Sus accesos están dispuestos de forma asimétrica; mientras dos calles permiten el acceso desde sendos ángulos estando, además, sobremontadas por un arco a modo de pasadizo volado, los otros dos ángulos carecen de accesos, ubicados por el contrario en la parte media de cada lado. Esta irregularidad, tanto por su trazado como por la ubicación de sus accesos, hacen pensar que su conformación no fue unitaria, sino fruto de un proceso constructivo que llevó a la delimitación de este espacio. 
En la actualidad queda configurada por edificios emblemáticos como son el palacio de los Condes de Montalbán y la iglesia parroquial de Nuestra Señora de la Paz, y por edificios residenciales entre los que se encuentra el Ayuntamiento, de construcción moderna. El templo de Nuestra Señora de la Paz, fue iniciado en 1434 y un poco después, en 1462, el Palacio, aunque las obras más importantes fueron acometidas a comienzos del siglo XVI. La relación de estos edificios y poderes, viene expresada por el hecho de que el Palacio se comunica con la iglesia parroquial a través de un pasadizo elevado, llevando éste a unas tribunas en el interior del templo, de uso particular. El lado Sur de la Plaza está ocupado por casas de tres alturas con soportales de columnas de piedra en la planta baja, mientras que las superiores se organizan a modo de galerías con pilares y zapatas de madera. La existencia de soportales en planta baja y terrazas o balconadas en las plantas superiores, actuando a modo de tribuna, así como la importancia del resto de edificios, indican el papel de esta plaza en los acontecimientos públicos que tenían lugar en la Villa.